# Poluotok Ubaš
Poluotok Ubaš este o arie protejată (sit de importanță comunitară — SCI) din Croația întinsă pe o suprafață de 479,47 ha, integral pe uscat.

## Localizare
Centrul sitului Poluotok Ubaš este situat la coordonatele 44°57′54″N 14°05′10″E / 44.964929°N 14.086158°E.

## Înființare
Situl Poluotok Ubaš a fost declarat sit de importanță comunitară în iulie 2013 pentru a proteja 1 specie de animale.

## Biodiversitate
Situată în ecoregiunea mediteraneană, aria protejată nu include niciun habitat protejat.
La baza desemnării sitului se află o specie protejată de  nevertebrate: rădașcă (Lucanus cervus).